# 蒂布龙
蒂布龙是美国加利福尼亚州马林县下属的一个城市。于1964年6月23日建市。城市面积约为11.5平方公里，根据2010年美国人口普查，该市有人口8,962人。